# Ma Alalta
Ma Alalta nebo Pierre Pruvost je v současnosti neaktivní stratovulkanický komplex na západě Danakilské prolákliny v Etiopii. Komplex je tvořen převážně trachytickými a ryolitovými horninami a sestává z masivního stratovulkánu a dvou kalder s rozměry 8×5 km a 5×2,5 km. Poslední aktivita vyprodukovala několik obsidiánových dómů na jižních svazích. Na některých dómech aktivita fumarol přetrvává.